# Бичурин, Абдулла Халилович
Абдулла Халилович Бичурин (5 мая 1911, Татарская Пенделка, Саратовская губерния — 15 января 1986, Казань) — советский государственный и политический деятель, генерал-майор.

## Биография
Родился в 1911 году в Татарской Пенделке. Член КПСС.
С 1925 года — на хозяйственной, общественной и политической работе. В 1925—1980 гг. — продавец потребкооперации, воспитатель в школе ФЗУ, красноармеец в кавалерийском полку войск ОГПУ — НКВД, командир охраны 1-й роты отдельного батальона ГУГБ Управления коменданта Московского Кремля НКВД СССР, участник обороны Москвы, преподаватель в Московском военно-техническом училище НКВД им. В. Р. Менжинского, оперуполномоченный, начальник отделения в 5-м Управлении МГБ СССР, секретарь парткома 5-го Управления МВД СССР, секретарь парткома 5-го Управления КГБ при СМ СССР, заместитель начальника 2-го отдела 5-го Управления КГБ при СМ СССР, заместитель секретаря парткома 5-го Управления КГБ при СМ СССР, заместитель председателя, председатель КГБ при СМ Татарской ССР.
Делегат XXIII съезда КПСС.
Умер в Казани в 1986 году.